# والت هاريس (لاعب كرة قدم أمريكية)
والت هاريس (بالإنجليزية: Walt Harris)‏ هو لاعب كرة قدم أمريكية أمريكي، ولد في 9 نوفمبر 1946 في سووث سان فرانسيسكو في الولايات المتحدة.

## وصلات خارجية
- والت هاريس (لاعب كرة قدم أمريكية) على موقع إن إن دي بي (الإنجليزية)